# Georgi Nikolajewitsch Farafonow

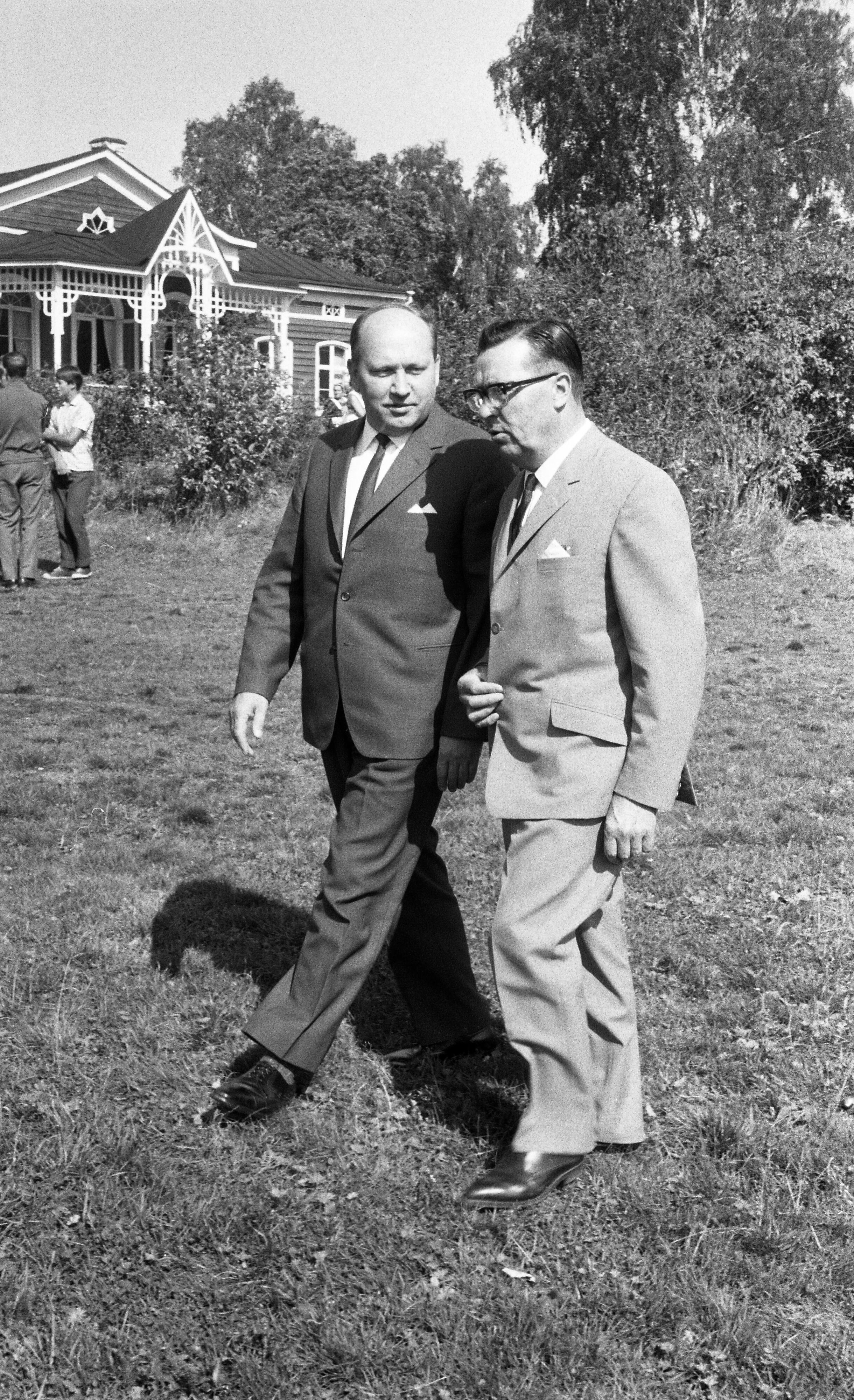
Georgi Farafonow (nach Links) in Finnland im Jahr 1967 mit dem finnischen Parlamentarier Verner Korsbäck.

Georgi Nikolajewitsch Farafonow (russisch Георгий Николаевич Фарафонов; * 1. April 1919 im Dorf Farafonowo nahe Mzensk, Sowjetrussland; † 19. Mai 1993 in Moskau) war ein sowjetischer Diplomat.

## Biografie
Georgi Farafonow schloss die Moskauer Staatliche Technische Universität Bauman ab. Danach arbeitete er als Ingenieur in der Flugabwehr. In den Jahren des Großen Vaterländischen Krieges wurde er als Soldat der Roten Armee an die Front eingezogen. Nach dem Krieg nahm er eine Ausbildung an der Diplomatenschule wahr. Anschließend war er in leitender Position beim sowjetischen Außenministerium tätig. Im Rahmen dieser Tätigkeit hielt er sich in sowjetischen Auslandsvertretungen in Finnland, Schweden und Norwegen auf. Von 1975 bis 1979 war er außerordentlicher und bevollmächtigter Botschafter der UdSSR in Island. 1979 kehrte er nach Moskau zurück, wo er die Abteilung für skandinavische Staaten beim Außenministerium der UdSSR leitete.
Nach seiner Pensionierung wurde er Vorsitzender des Veteranenrates beim sowjetischen (ab 1992: beim russischen) Außenministerium.
Am 19. Mai 1993 starb Farafonow infolge eines Herzinfarktes. Er wurde auf dem bekannten Friedhof Trojekurowo in Moskau beigesetzt.
Seine Tochter Larissa Georgijewna Farafonowa ist studierte Philologin und arbeitet seit 1997 beim russischen Außenministerium. Aktuell ist sie Leiterin der Fakultät für deutsche Sprache beim Außenministerium. Sie wurde am 14. November 2002 vom russischen Präsidenten Wladimir Putin per Ukas Nr. N 1327 mit dem Vaterlandsverdienstorden II. Klasse geehrt.